# سي وورلد سان أنطونيو
سي وورلد سان أنتونيو SeaWorld San Antonio هي حديقة حيوانات بحرية ترفيهية في مدينة سان أنطونيو في ولاية تكساس في الولايات المتحدة الأمريكية.
تقع على مساحة 250 آكر. وهي ضمن سلسلة حدائق سي وورلد، وهي أكبرهم والمملوكة لشركة سي وورلد إنترتينمنت، وواحد من أكبر حدائق الحياة البحرية التي تركز على المحافظة والتعليم وإنقاذ الحيوان.
حدائق سي وورلد الأخرى هي في سان دييغو في كاليفورنيا، وفي أورلاندو في فلوريدا.
وهي عضو في تحالف حدائق الحيوانات البحرية وأحواض الأسماك، وعضو في جمعية حدائق الحيوانات البرية والبحرية. 

## معرض

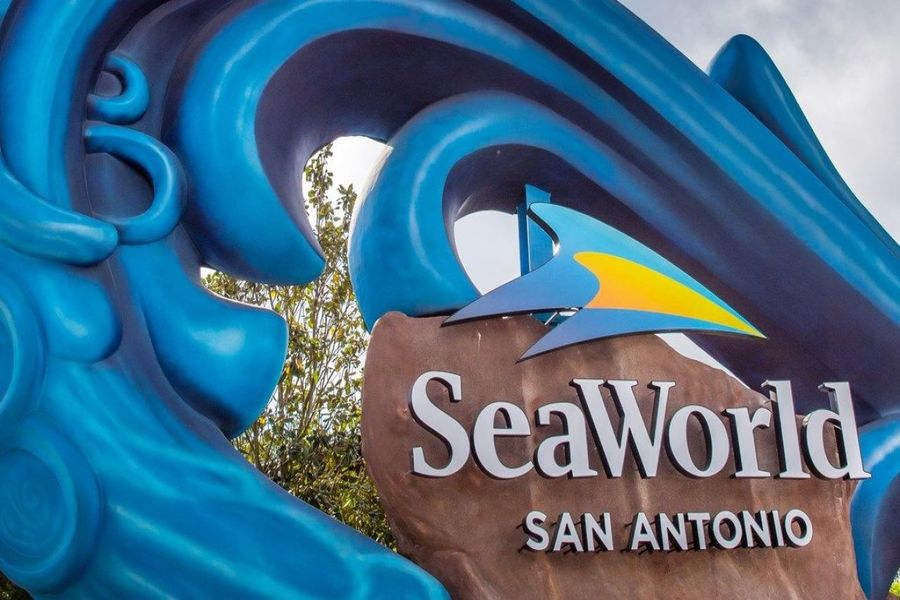
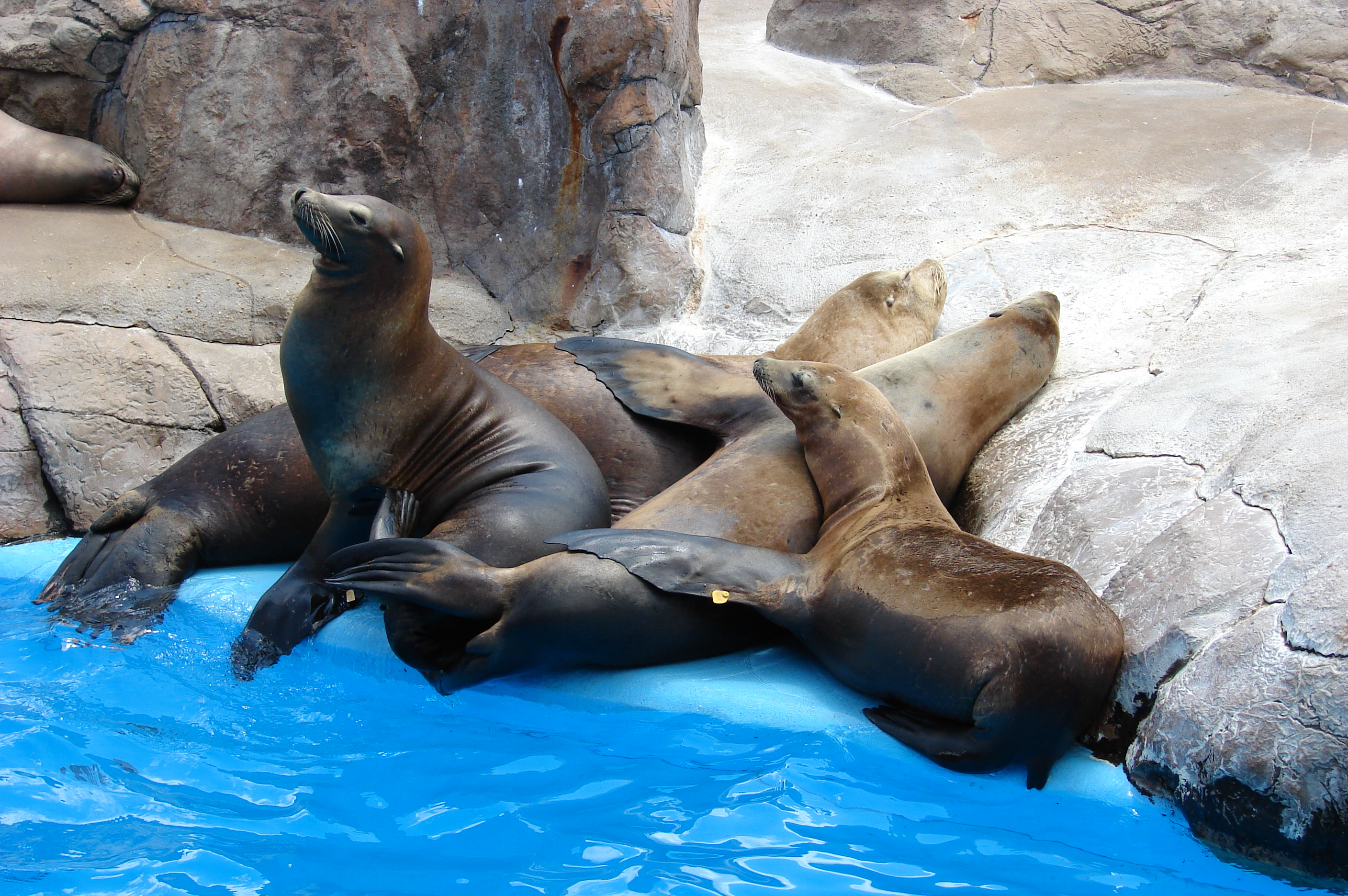
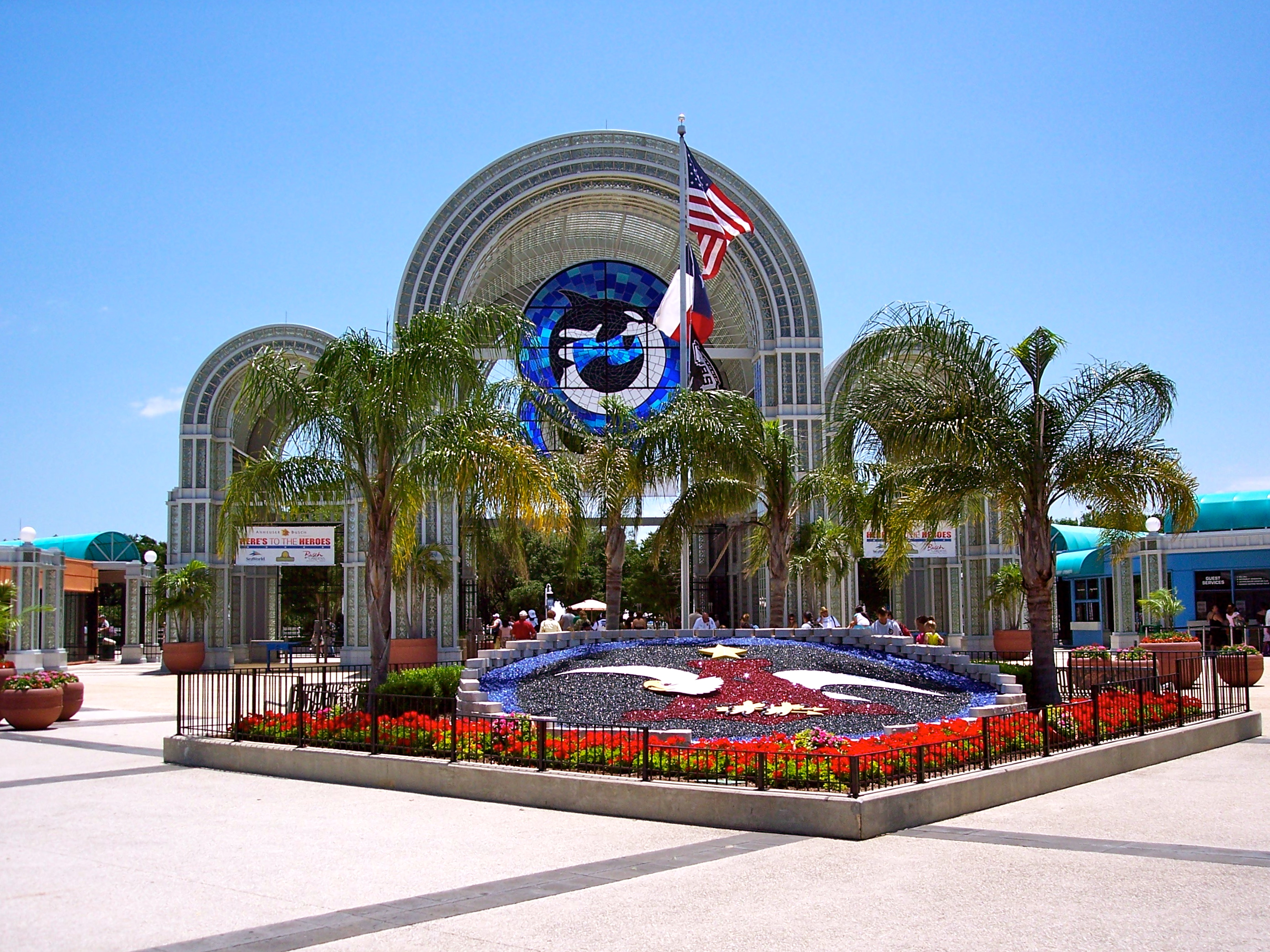
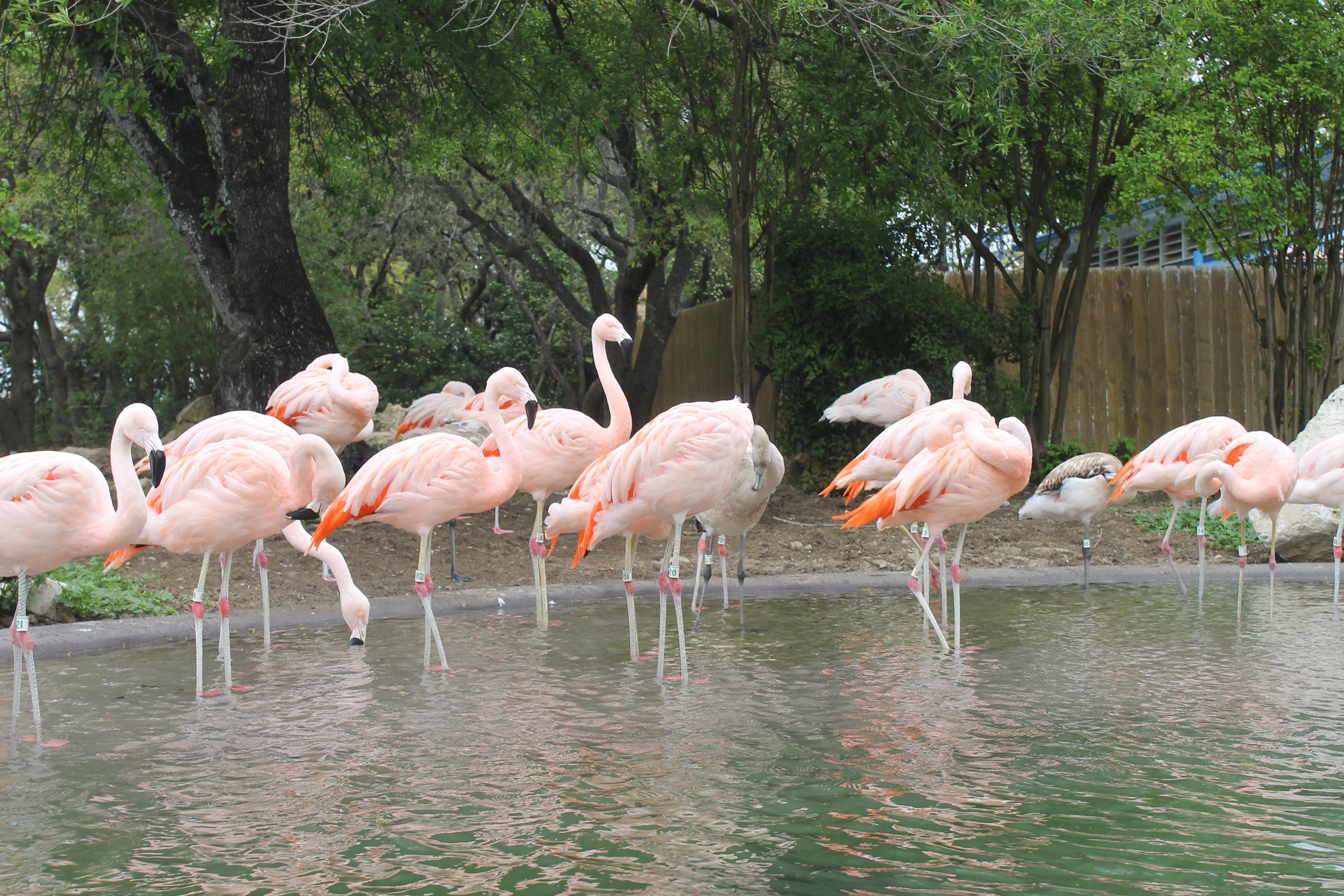